# Igrim
Igrim (russisch Игрим) ist eine Siedlung städtischen Typs im westsibirischen Autonomen Kreis der Chanten und Mansen/Jugra (Russland) mit 8775 Einwohnern (Stand 14. Oktober 2010).

## Geographie
Die Siedlung liegt im Westsibirischen Tiefland, etwa 342 Kilometer Luftlinie nordwestlich des Verwaltungszentrums des Autonomen Kreises Chanty-Mansijsk. Das Rajonzentrum Berjosowo befindet sich etwa 88 Kilometer südlich von Igrim.
Der Ort liegt am rechten Ufer der Nördlichen Soswa, einem linken Nebenfluss des Ob. Unmittelbar bei der Siedlung mündet die Kleine Soswa in die Nördlichen Soswa.
Administrativ gehört Igrim zum Berjosowski rajon. Zudem ist es Verwaltungssitz der gleichnamigen Stadtgemeinde Gorodskoje posselenije Igrim (Городское поселение Игрим), zu der neben Igrim auch die Siedlung Wansetur (Ванзетур) sowie die Dörfer Anejewa (Анеева) und Nowinskaja (Новинская) gehören.

## Geschichte
Über die Entstehung des Ortes gibt es nur ungesicherte Angaben. Bereits in Dokumenten aus dem 16. und 17. Jahrhundert finden sich Hinweise auf Siedlungen an den Ufern der Nördlichen Soswa. In Quellen aus dem 18. Jahrhundert werden sowohl siedelnden Jurgutschesker Samojeden (Югуческие Самояди; möglicherweise abgeleitet vom Toponym Jugrim/Югрим, später Igrim genannt) als auch von Jurgrimsker Jurten (Югримские юрты, im 19. Jahrhundert auch Igrimsker Jurten/Игрюмские юрты) zwei Werst entfernt von der Mündung des Flusses Kleine Soswa berichtet. Die Etymologie des Namens Jugrim/Igrim ist aus der heutigen mansischen Sprache schwer abzuleiten. Das Wort Jagr (ягр) stammt aus den finno-ugrischem Sprachraum (finnisch: järvi, samisch: jāvvʹr, mari: jer) und bedeutet See. Es findet sich auch in geografischen Bezeichnungen innerhalb der Oblasten Archangelsk und Wologda und stammt möglicherweise von Stämmen, die sich vor den Mansen in diesem Gebiet ansiedelten.
Der Großteil der Heimatforscher datiert das Entstehen des heutigen Ortes auf das Jahr 1902, in dem der Kaufmann Beschkilzew am linken Ufer der Nördlichen Soswa eine Siedlung mit dem Namen Igrim-Lugowoi (Игрим-Луговой, auch Igrim-Syrjanski/Игрим-Зырянский genannt) gründete.
Die ersten Siedler lebten hauptsächlich vom Fischfang. 1925 wurde in Igrim-Lugowoi eine Fischerei-Genossenschaft gegründet. Ab dem Jahr 1931 entstand am rechten Flussufer die Siedlung Igrim-Lednik (Игрим-Ледник), in welcher Kulaken lebten, die aus verschiedenen Regionen der Sowjetunion deportiert wurden. In Igrim-Lednik wurde eine Fischfabrik errichtet, die ihre Produkte überregional vertrieb. Ebenfalls am rechten Flussufer, südöstlich von Igrim-Lednik entstand die Siedlung Igrim-Gorni (Игрим-Горный) auf einer Anhöhe. Im Zuge eines Hochwassers im Jahr 1941 wurde die Siedlung Igrim-Lugowoi nach Igrim-Gorni verlegt. Auch Igrim-Lednik wurde auf wiederholter Überschwemmungen Ende der 1950er Jahre aufgegeben und die Fischfabrik in Igrim-Gorni neu aufgebaut.
Im Jahr 1953 wurden im Rajon Berjosowo mehrere große Erdgaslagerstätten entdeckt. 1964 wurde das Gasförderunternehmen Igrimgas (Игримгаз) gegründet. Die Ausbeutung der Erdgaslagerstätte Nord-Igrim (Северо-Игримское месторождение) begann 1966. Wenige Jahre später erfolgte die Erschließung der Lagerstätte Süd-Igrim (Южно-Игримское месторождение). Es wurde eine Gaspipeline nach Punga gebaut und später bis nach Serow erweitert. Mit der Ansiedlung der Erdgasindustrie wuchs die Siedlung stark an.
1959 wurde das Dorfsowjet Anejewski, zu dem Igrim seit 1932 gehörte, in Dorfsowjet Igrimski (Игримский сельсовет) umbenannt. Fünf Jahre später, am 3. Dezember 1964 erhielt Igrim den Status einer Siedlung städtischen Typs.

### Bevölkerungsentwicklung
| Jahr | Einwohner |
| ---- | --------- |
| 1970 | 4.352     |
| 1979 | 9.121     |
| 1989 | 11.093    |
| 2002 | 9.362     |
| 2010 | 8.775     |

Anmerkung: Volkszählungsdaten

## Kultur und Sehenswürdigkeiten
Der Ort verfügt über ein Kulturhaus, zwei Bibliotheken, einen Sportkomplex mit Hockeyplatz, eine Schwimmhalle sowie ein Stadion.
In Igrim steht die 2012 fertiggestellte Kirche zur Verklärung des Herrn (Храм в честь Преображения Господня).

## Wirtschaft und Infrastruktur
Der wichtigste Wirtschaftszweig des Ortes ist die Erdgasindustrie, die im Ort mit Unternehmen wie Gasprom Transgas Jugorsk (ОАО Газпром Трансгаз Югорск) und Priobtruboprowadstroi (ОАО Приобьтрубопроводстрой) vertreten ist. Zudem gibt es mehrere größere Transport- und Dienstleistungs unternehmen.
Im Osten des Ortes liegt der Flughafen Igrim (Flughafencodes IRM; USHI), von dem aus regelmäßige Flüge nach Berjosowo, Chanty-Mansijsk und Tjumen verkehren. Es führt eine ganzjährig befahrbare Autostraße in das nahe gelegene Dorf Nischnije Narykary (Нижние Нарыкары). Im Winter sind zudem die Orte Berjosowo, Priobje und Swetly über Eisstraßen erreichbar. An der Nördlichen Soswa gibt es zudem einen Flusshafen.

## Söhne und Töchter von Igrim
- Jewgeni Gradowitsch (* 1986), Boxer im Federgewicht